# あいまい語ペディア
『あいまい語ペディア』（あいまいごペディア）は、2008年3月17日（月曜） 25:10 - 26:10 と同年7月14日（月曜） 25:40 - 26:40 にフジテレビの『登龍門 ニューカマーズ』枠で放送されたバラエティ番組。全2回。

## 概要
定義・用法を1つに絞るのが難しい「あいまいな言葉」を、ゲスト出演者たちの経験談などを基にして定義付けていき、それらをまとめた辞書を作ろうという趣向で行われていた。第2回目では、事前にフジテレビの携帯電話向けサイトで募集テーマを発表しておき、そこへ寄せられた視聴者からの投稿もいくつか紹介していた。
本番組は、不特定多数の人間が情報を持ち寄ることで規模を広げているオンライン百科事典・ウィキペディアの特性に着目して企画された。そのため、dictionary （辞書）の作成を目的としていながら、タイトル末尾には encyclopedia （百科事典）由来の -pedia が付いていた。

## 出演者

### 司会
- 今田耕司
- 松尾翠（当時フジテレビアナウンサー）

### ゲスト（第1回）
- 宮川俊二
- 石田純一
- フットボールアワー
- つるの剛士
- 矢口真里
- 町田健

### ゲスト（第2回）
- ウエンツ瑛士
- スザンヌ
- ビビる大木
- 細川茂樹
- 井森美幸
- デーブ・スペクター
- 町田健

### VTRゲスト（第1回）
- CHEMISTRY
- BoA
- 中川翔子

### VTRゲスト（第2回）
- DAIGO
- 南明奈
- はるな愛
- ゆでたまご
- 中川翔子
- 木下優樹菜
- つんく♂
- 杉本彩
- 五月女ケイ子
- 安田美沙子
- 臼田あさ美
- 西川史子
- ほか

### ナレーター
- 堺正幸（当時フジテレビアナウンサー）

## スタッフ
- 構成：岐部昌幸、竹内真里
- 美術：井上幸夫
- セットデザイン：桐山三千代、安部彩
- 美術進行：西村貴則
- 大道具：松本達也
- アクリル装飾：斉藤祐介
- 装飾：内山勝博
- 電飾：田中信太郎、白鳥雄一
- 生花装飾：安藤岳
- メイク：山田かつら
- CGディレクター：鈴木鉄平
- タイトルロゴ：三塚篤
- TD・SW：勝村信之
- カメラ：馬塲義土
- VE：積田穣
- 音声：外崎光一
- 照明：小林敦洋
- 音響効果：安原裕人
- VTR編集：一瀬賢司
- MA：水野学
- TK：海老澤廉子
- 広報：北野あすか
- 編成：坪田譲治、情野誠人
- デスク：永島聖子
- 協力プロデューサー：神原孝、石井浩二、浜野貴敏、中嶋優一
- AP：佐藤一巳、児玉芳郎、田隝宗昭、柳岡克則
- ディレクター：鎌瀬慎吾、東中川隆太、堀川香奈
- 演出：福山晋司
- プロデューサー：佐々木将、石川綾一
- チーフプロデューサー：清水宏泰
- 技術協力：八峯テレビ、サンフォニックス、FLT、4-Legs、IMAGICA、ニユーテレス
- 制作：フジテレビバラエティ制作センター
- 制作著作：フジテレビ